# Since You Went Away
Since You Went Away és una pel·lícula estatunidenca dirigida per John Cromwell, estrenada el 1944.

## Argument[1]
Mentre el seu marit Tim està lluitant en la Segona Guerra Mundial, Anne Hilton intenta superar els problemes econòmics i el racionament llogant una habitació al Coronel Smollet. Llegeix les seves cartes a les seves filles. Un vespre, un telegrama erroni li comunica la seva mort.
El problema és que la seva filla Jane té un aventura amb el net del Coronel.

## Repartiment
- Claudette Colbert: Anne Hilton
- Jennifer Jones: Jane Deborah Hilton
- Joseph Cotten: el tinent Tony Willett
- Shirley Temple: Bridget « Brig » Smollett II Hilton
- Lionel Barrymore: El Capellà
- Robert Walker: El caporal William G. « Bill » Smollett II
- Monty Woolley: Coronel William G. Smollett
- Hattie McDaniel: Fidelia
- Agnes Moorehead: Emily Hawkins
- Alla Nazimova: Zofia Koslowska
- Albert Bassermann: Doctor Sigmund Gottlieb Golden
- Gordon Olivier: l'Oficial
- Keenan Wynn: el tinent Solomon
- Guy Madison: Harold E. Smith
- Graig Stevens: Danny Williams
- Lloyd Corrigan: M. Mahoney

I, entre els actors que no surten als crèdits :
- Dorothy Adams: Una infermera
- Irving Bacon: El barman al cocktail
- Florence Bates: Une dona indignada al tren
- Dorothy Dandridge: L'esposa d'un oficial a l'estació
- John Derek:
- Theodore von Eltz: Un empleat de l'hotel
- Rhonda Fleming: Una ballarina
- Terry Moore: Una nena amagada al tren
- Aileen Pringle: Una dona al cocktail

## Premis i nominacions

### Premis
- 1945: Oscar a la millor banda sonora per Max Steiner

### Nominacions
- 1945: Oscar a la millor pel·lícula
- 1945: Oscar a la millor actriu per Claudette Colbert
- 1945: Oscar al millor actor secundari per Monty Woolley
- 1945: Oscar a la millor actriu secundària per Jennifer Jones
- 1945: Oscar a la millor fotografia per Stanley Cortez i Lee Garmes
- 1945: Oscar al millor muntatge per Hal C. Kern i James E. Newcom
- 1945: Oscar a la millor direcció artística per Mark-Lee Kirk i Victor A. Gangelin
- 1945: Oscar als millors efectes visuals per Jack Cosgrove i Arthur Johns